# روزي توماس
روزي توماس (بالإنجليزية: Rosie Thomas)‏‏ (1947 - ) روائية من المملكة المتحدة.